# Annesorhizeae
Tribu
Les Annesorhizeae sont une tribu de plantes à fleurs de la sous-famille des Apioideae dans la famille des Apiaceae.

## Nom
La tribu des Annesorhizeae est décrite en 2010 par le botaniste sud-africain Anthony R. Magee.

## Liste des genres
La tribu des Annesorhizeae comprend six genres selon NCBI en 2020 :
- Annesorhiza Cham. & Schltdl.
- Astydamia DC.
- Chamarea Eckl. & Zeyh.
- Ezosciadium B. L. Burtt
- Itasina Raf.
- Molopospermum W. D. J. Koch